# هادسن (نیویورک)
هادسِن (به انگلیسی: Hudson) شهری در شهرستان کلمبیا ایالت نیویورک است که در سرشماری سال ۲۰۱۰ میلادی، ۷۵۲۴ نفر جمعیت داشته‌است. هادسون، به‌طور رسمی در تاریخ ۱۷۸۵ میلادی به‌عنوان یک شهر شناخته شد.

## نگارخانه

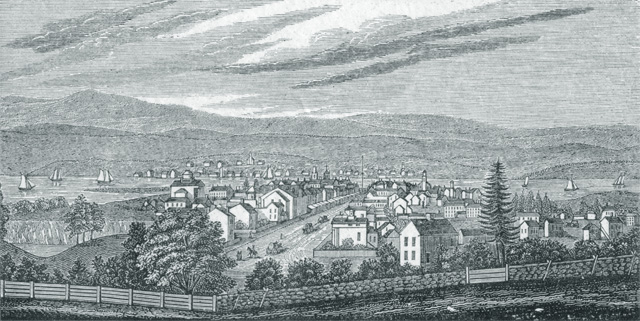
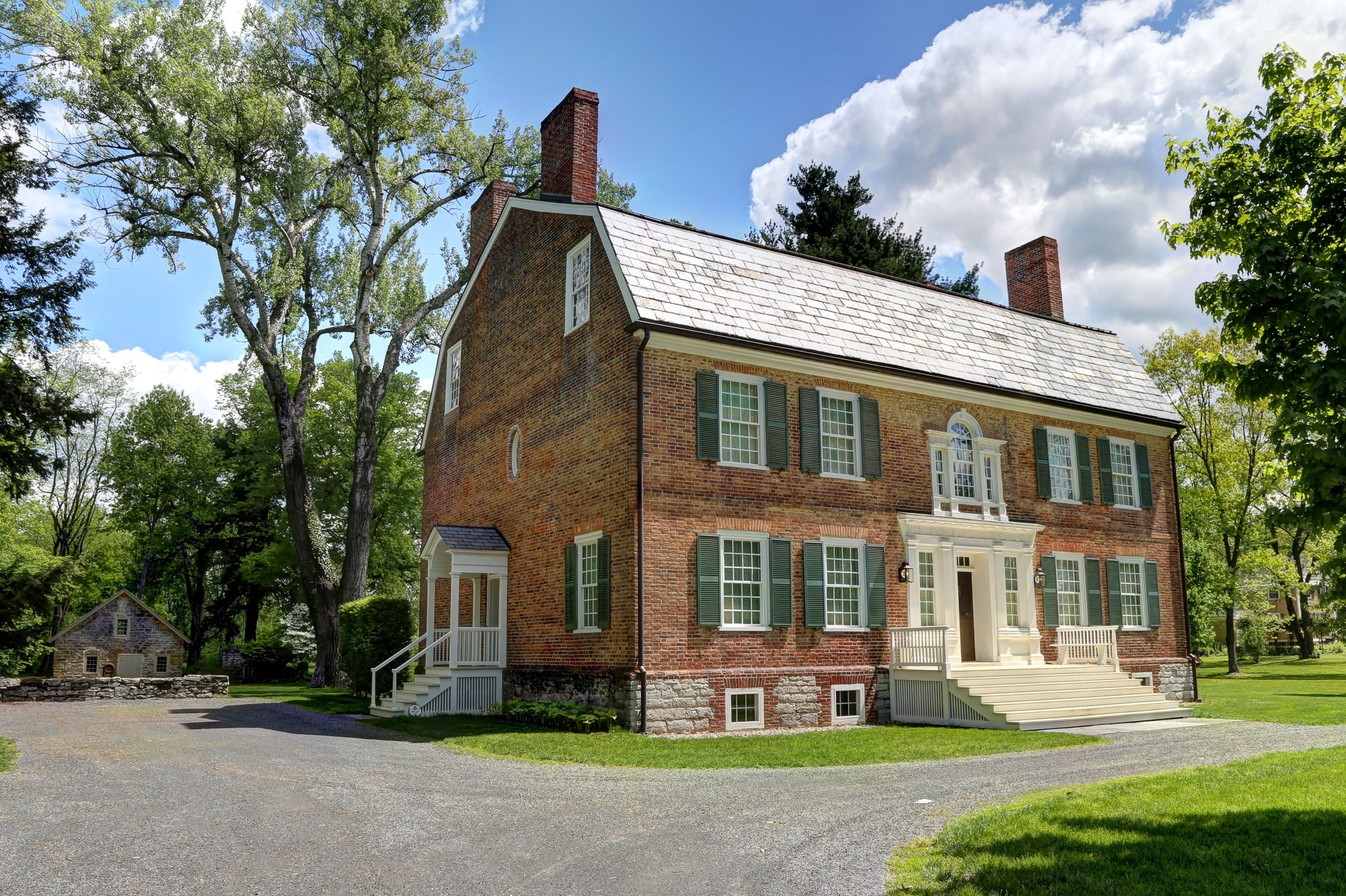